# 鳥取県道34号倉吉赤碕中山線
鳥取県道34号倉吉赤碕中山線（とっとりけんどう34ごう くらよしあかさきなかやません）は、鳥取県倉吉市から西伯郡大山町に至る県道（主要地方道）である。

## 概要
鳥取県西部にある路線で、倉吉市中心市街地から西へ向かい、大山の北東部中腹に向かって延びる路線。路線名の「赤碕」「中山」は、平成の大合併以前の旧自治体のひとつであった、東伯郡赤碕町と西伯郡中山町にそれぞれ由来する。大山中腹の一部では、未供用区間や冬季閉鎖区間がある。

### 路線データ
- 起点：鳥取県倉吉市西倉吉町・小鴨橋西交差点（国道313号・鳥取県道151号倉吉東伯線・鳥取県道501号倉吉東郷自転車道線交点）
- 終点：鳥取県西伯郡大山町羽田井（鳥取県道30号赤碕大山線交点）
- 未供用区間：鳥取県倉吉市河来見 - 鳥取県東伯郡琴浦町中津原

## 歴史
- 1993年（平成5年）5月11日 - 建設省から、県道倉吉赤碕中山線が倉吉赤碕中山線として主要地方道に指定される[3]。

## 路線状況

### 別名
大山環状道路
大山の中腹部を周回する道路で、本路線の大山北東部を周回する道路の一部区間は、大山環状道路の一部を構成する。大山環状道路は、本路線の他、鳥取県道30号、鳥取県道45号、鳥取県道44号、鳥取県道158号の計5路線で構成される。

### 重複区間
- 鳥取県道501号倉吉東郷自転車道線（倉吉市西倉吉町）
- 鳥取県道50号東伯関金線（倉吉市下米積 - 倉吉市服部）
- 鳥取県道297号上大立大栄線（倉吉市下福田 - 倉吉市上福田）
- 鳥取県道44号東伯野添線（東伯郡琴浦町中津原 - 東伯郡琴浦町三本杉）

### 沿線にある主要施設等
- 船上山
  - 船上山ダム
  - 鳥取県立船上山少年自然の家

## 地理

### 通過する自治体
- 倉吉市
- 東伯郡琴浦町
- 西伯郡大山町

### 交差する道路

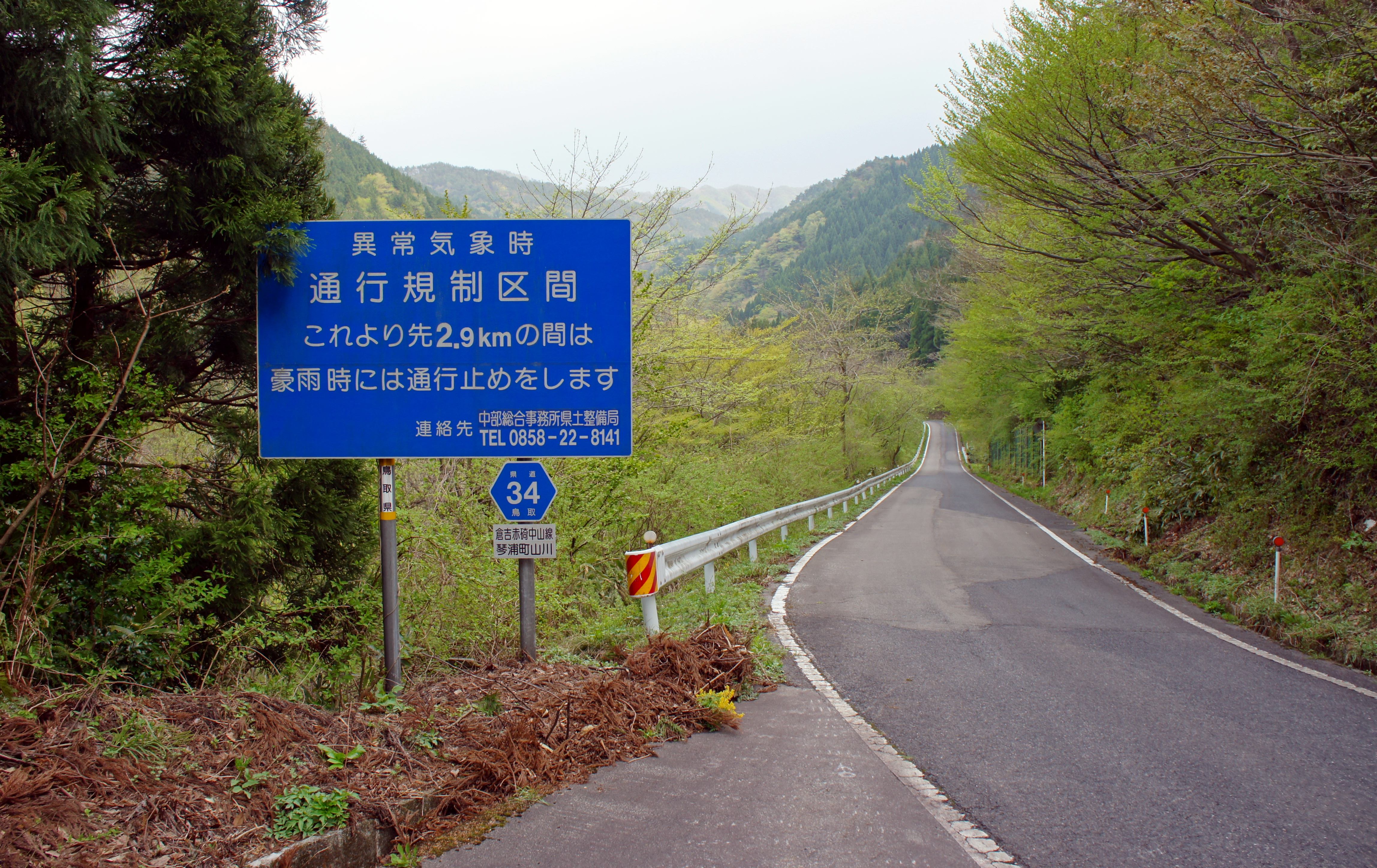
鳥取県道34号標識（琴浦町山川）

| 交差する道路                                                                   | 市町村名 | 市町村名 | 交差する場所           | 交差する場所          |
| ------------------------------------------------------------------------------ | -------- | -------- | ---------------------- | --------------------- |
| 国道313号 鳥取県道151号倉吉東伯線 鳥取県道501号倉吉東郷自転車道線 重複区間起点 | 倉吉市   | 倉吉市   | 西倉吉町               | 小鴨橋西交差点 / 起点 |
| 鳥取県道501号倉吉東郷自転車道線 重複区間終点                                   | 倉吉市   | 倉吉市   | 西倉吉町               |                       |
| 国道313号 / 北条湯原道路                                                       | 倉吉市   | 倉吉市   | 福光                   | 5 倉吉西IC            |
| 鳥取県道312号倉吉環状線                                                        | 倉吉市   | 倉吉市   | 福光                   | 福光交差点            |
| 中部広域農道 重複区間起点                                                      | 倉吉市   | 倉吉市   | 横田                   |                       |
| 中部広域農道 重複区間終点                                                      | 倉吉市   | 倉吉市   | 横田                   |                       |
| 鳥取県道288号上大立横田線                                                      | 倉吉市   | 倉吉市   | 横田                   | 横田交差点            |
| 鳥取県道50号東伯関金線 重複区間起点                                            | 倉吉市   | 倉吉市   | 下米積（しもよなづみ） |                       |
| 鳥取県道297号上大立大栄線 重複区間起点                                         | 倉吉市   | 倉吉市   | 下福田                 |                       |
| 鳥取県道297号上大立大栄線 重複区間終点                                         | 倉吉市   | 倉吉市   | 上福田                 |                       |
| 鳥取県道50号東伯関金線 重複区間終点                                            | 倉吉市   | 倉吉市   | 服部                   |                       |
| 鳥取県道313号下見関金線                                                        | 倉吉市   | 倉吉市   | 河来見                 |                       |
| 未供用区間                                                                     |          |          |                        |                       |
| 鳥取県道44号東伯野添線 重複区間起点                                            | 東伯郡   | 琴浦町   | 中津原                 |                       |
| 鳥取県道313号下見関金線                                                        | 東伯郡   | 琴浦町   | 三本杉                 |                       |
| 鳥取県道44号東伯野添線 重複区間終点                                            | 東伯郡   | 琴浦町   | 三本杉                 |                       |
| 鳥取県道289号船上山赤碕線                                                      | 東伯郡   | 琴浦町   | 山川                   |                       |
| 鳥取県道30号赤碕大山線                                                         | 西伯郡   | 大山町   | 羽田井                 | 終点                  |